# Gerhard von Rad
Gerhard von Rad (Norimberga, 21 ottobre 1901 – Heidelberg, 31 ottobre 1971) fu un pastore luterano, docente universitario ed esperto dell'Antico Testamento.
Tra le due guerre mondiali, nella società tedesca si creò un clima ostile agli ebrei e alla lettura del Vecchio Testamento. Turbato dalla questione, Rad compì studi approfonditi dell'Antico Testamento che iniziò gradualmente a divulgare.
Le sue ricerche portarono ad un rinnovato interesse per le materie veterotestamentarie. Assieme al collega Martin Noth, si adoperò nella ricerca applicata alla conoscenza della tradizione orale del Pentateuco e sulla spiegazione della sua origine.